# IC 2488
IC 2488 ist ein offener Sternhaufen vom Trumpler-Typ II2m im Sternbild Segel des Schiffs, der eine scheinbare Helligkeit von +7,4 mag hat. Das Objekt wurde im Jahre 1751 von Nicolas Louis de Lacaille entdeckt.